# Ministère des Industries et de la Production nationale
Le ministère des Industries et de la Production nationale (Ministerio del Poder Popular de Industrias y Producción Nacional, en espagnol, littéralement, « ministère du Pouvoir populaire des Industries et de la Production nationale ») est un ministère du gouvernement du Venezuela. Son titulaire actuel est Hipólito Abreu depuis le 16 mai 2022.

## Chronologie
Le ministère est créé le 15 juin 2018 par le président Nicolás Maduro, à la tête duquel il nomme l'avocat et homme politique Tareck El Aissami. Ce dernier est remplacé en août 2021 par Jorge Arreaza, gendre de l'ancien président Hugo Chávez.

## Liste des ministres des Industries et de la Production nationale
| Image | Nom                       | Parti | Début           | Fin                  |
| ----- | ------------------------- | ----- | --------------- | -------------------- |
|       | Alex Saab                 |       | 10 janvier 2025 |                      |
|       | Alex Saab                 |       | 18 octobre 2024 | 2025                 |
|       | Pedro Tellechea           |       | 27 août 2024    | 2024                 |
|       | José Félix Rivas Alvarado |       | 28 août 2023    | 2024                 |
|       | Hipólito Abreu            |       | 16 mai 2022     | 2023                 |
|       | Juan Arias                |       | 22 avril 2022   | 16 mai 2022          |
|       | José Gregorio Biomorgi    |       | 8 décembre 2021 | 22 avril 2022        |
|       | Jorge Arreaza             |       | 19 août 2021    | 8 décembre 2021      |
|       | Tareck El Aissami         |       | 15 juin 2018    | 19 de agosto de 2021 |